# Remko Edelaar
Remko Edelaar is een Nederlandse fagottist. Hij heeft zijn diploma uitvoerend musicus behaald op het Koninklijk Conservatorium, waar hij les had van Johan Steinmann. Later heeft hij ook lessen gevolgd bij Joep Terweij en Gustavo Nunez. Hij volgde masterclasses bij Daniele Damiano en Sergio Azzolini.
Edelaar is solofagottist van het Nederlands Philharmonisch Orkest en het Nederlands Kamerorkest. Daarnaast is hij lid van Asko❘Schönberg en medeoprichter en lid van het Farkas Quintet Amsterdam. Hij speelde met vele orkesten solo, waaronder het Nederlands Kamerorkest, het Nederlands Symfonie Orkest, het Noord Nederlands Orkest, Jeugd Orkest Nederland en was instrumentaal solist bij de Nederlandse Opera.
- Gemeinsame Normdatei: 1136746706
- MusicBrainz: a8bb1c18-7e4d-4a08-a1d1-7b8b54b2bf61
- Virtual International Authority File: 63150030649010962208
- WorldCat: E39PBJjHg4CDTQGjhFy4qFcgKd